# Costin Georgian
Costin Georgian (n. 1929, Târgu Ocna – d. 25 august 1992, București) a fost un inginer constructor, director tehnic al Metrorex din 1981 până la decesul său în 1992.
A urmat Institutul Politehnic de Căi Ferate, secția Construcții linii, apoi a lucrat la linia ferată forestieră Cerna-Jiu. În 1959 a ajuns în București pentru a lucra la CCCF. Când a început construcția metroului, Georgian a primit în îngrijire stațiile Izvor și Eroilor. Georgian a preluat postul de conducere al Metrorex de la Petre Constantinescu în 1981 după ce acesta din urmă a căzut în dizgrațiile lui Nicolae Ceaușescu. Costin Georgian a fost pe rând director tehnic și director general adjunct. A devenit director general după pensionarea generalului locotenent Petre Constantinescu, urmare evenimentelor din decembrie 1989. Generalul Constantinescu a fost director general din 1976 pana în 1989.  
Costin Georgian a murit pe 25 august 1992, la vârsta de 62 de ani, cu o zi înainte de inaugurarea stației de metrou Basarab. În memoria lui, ministrul transporturilor de atunci, Traian Băsescu, a decis redenumirea stației Muncii în Costin Georgian.